# UKEEP
Українська програма підвищення енергоефективності (UKEEP) - це кредитний продукт, розроблений Європейським Банком Реконструкції та Розвитку (ЄБРР) для українських приватних підприємств будь-якого сектору економіки, котрі планують здійснити інвестиції у підвищення ефективності використання енергоресурсів або створення джерел відновлюваної енергетики. Кредитна лінія UKEEP надається українськими банками-учасниками програми, котрі власне і видають кредити українським приватним підприємствам, що подали заявку до UKEEP. Інвестиції можуть бути направлені на скорочення енергоспоживання, підвищення ефективності виробництва власних енергоресурсів чи ефективніше їх використання.
Програма UKEEP діятиме до кінця 2011 року. На сьогодні в рамках програми було видано кредитів на загальну суму 102 мільйони доларів США на різні проекти з енергоефективності в різних секторах виробництва. Ці проекти, разом взяті, дають економію енергоресурсів у 2 115 000 МВт/год на рік—обсяг, необхідний для забезпечення електроенергією 520 тисяч домогосподарств. Скорочення викидів CO2 в результаті реалізації даних проектів дорівнює 504 000 т/рік—це об'єм викидів більш, ніж 225 000 легкових автомобілів. 
Для самих підприємств програма UKEEP виявилась дуже прибутковим механізмом, дозволивши деяким з них заощадити до 85% свого енергоспоживання, що було досягнуто інвестиціями у нові та більш енергоефективні технології. Успіх програми UKEEP призвів до того, що ЄБРР розпочав схожі механізми у ряді інших східноєвропейських країн.